# Министр финансов Индии
Министр финансов Индии — член правительства Индии, который непосредственно руководит Министерством финансов, готовит проекты государственного бюджета и отвечает за экономику страны в целом. С 30 мая 2019 года эту должность занимает Нирмала Ситхараман (Nirmala Sitharaman), которая стала второй женщиной на посту министра финансов после Индиры Ганди. 

## Список министров финансов Индии с 1947 года
| Министр              | Пребывание в должности     | Образование                                                                        |
| -------------------- | -------------------------- | ---------------------------------------------------------------------------------- |
| Р. К. Шанмухан Четти | август 1947 — август 1949  | Мадрасский университет                                                             |
| Дж. Матхаи           | сентябрь 1949 — июнь 1951  | Мадрасский христианский колледж                                                    |
| Ч. Д. Дешмух         | июнь 1951 — июль 1957      | Колледж Иисуса, Кембридж                                                           |
| Т. Т. Кришнамачари   | август 1957 — февраль 1958 | Мадрасский университет                                                             |
| Джавахарлал Неру     | февраль 1958 — март 1959   | Тринити-колледж (Кембридж)                                                         |
| Морарджи Десаи       | март 1959 — август 1964    | Университет Мумбаи                                                                 |
| Т. Т. Кришнамачари   | август 1964 — декабрь 1965 | Мадрасский университет                                                             |
| С. Чодхури           | январь 1965 — март 1967    | Калькуттский университет                                                           |
| Морарджи Десаи       | март 1967 — июль 1969      | Университет Мумбаи                                                                 |
| Индира Ганди         | июль 1969 — июнь 1970      | Университет Вишва-Бхарати; Оксфордский университет                                 |
| Я. Чаван             | июнь 1970 — октябрь 1974   | Мумбайский университет                                                             |
| Ч. Субраманьям       | октябрь 1974 — март 1977   | Мадрасский университет                                                             |
| Х. М. Пател          | 1977—1979                  | Университет Мумбаи                                                                 |
| Чаран Сингх          | 1979—1980                  | Университет Бхимрао Амбедкара                                                      |
| Р. Венкатараман      | 1980—1982                  | Мадрасский университет                                                             |
| Пранаб Мукерджи      | 1982—1984                  | Калькуттский университет                                                           |
| В. П. Сингх          | 1984—1987                  | Аллахабадский университет; Университет Пуны                                        |
| Р. Ганди             | январь 1987 — июль 1987    |                                                                                    |
| Н. Д. Тивари         | 1987—1988                  |                                                                                    |
| Ш. Б. Чаван          | 1988—1989                  | Мадрасский университет; Османский университет                                      |
| Мадху Дандавате      | 1989—1990                  | Бомбейский университет                                                             |
| Я. Синха             | 1990—1991                  | Университет Патны                                                                  |
| Манмохан Сингх       | 1991—1996                  | Университет Пенджаба; Колледж Сент-Джонс (Кембридж); Наффилдский колледж (Оксфорд) |
| П. Чидамбарам        | 1996—1998                  | Мадрасский университет; Гарвардская школа бизнеса                                  |
| Я. Синха             | 1998—2002                  | Университет Патны                                                                  |
| Джасвант Сингх       | 2002—2004                  | Индийская военная академия                                                         |
| П. Чидамбарам        | май 2004 — ноябрь 2008     | Мадрасский университет; Гарвардская школа бизнеса                                  |
| Манмохан Сингх       | декабрь 2008 — январь 2009 | Университет Пенджаба; Колледж Сент-Джонс (Кембридж); Наффилдский колледж (Оксфорд) |
| Пранаб Мукерджи      | февраль 2009 — июнь 2012   | Калькуттский университет                                                           |
| П. Чидамбарам        | июль 2012 — май 2014       | Гарвардская школа бизнеса                                                          |
| Арун Джетли          | май 2014 — май 2018        | Делийский университет                                                              |
| Пьюиш Гойял (и. о.)  | май 2018 — август 2018     | Мумбайский университет                                                             |
| Арун Джетли          | май 2014 — май 2019        | Делийский университет                                                              |
| Нирмала Ситхараман   | май 2019 — н. в.           | Университет Джавахарлала Неру                                                      |